# Theridion kauaiense
Theridion kauaiense är en spindelart som beskrevs av Simon 1900. Theridion kauaiense ingår i släktet Theridion och familjen klotspindlar. Inga underarter finns listade i Catalogue of Life.